# St. Ulrich (Deidesheim)
Koordinaten: 49° 24′ 28,8″ N, 8° 11′ 13″ O

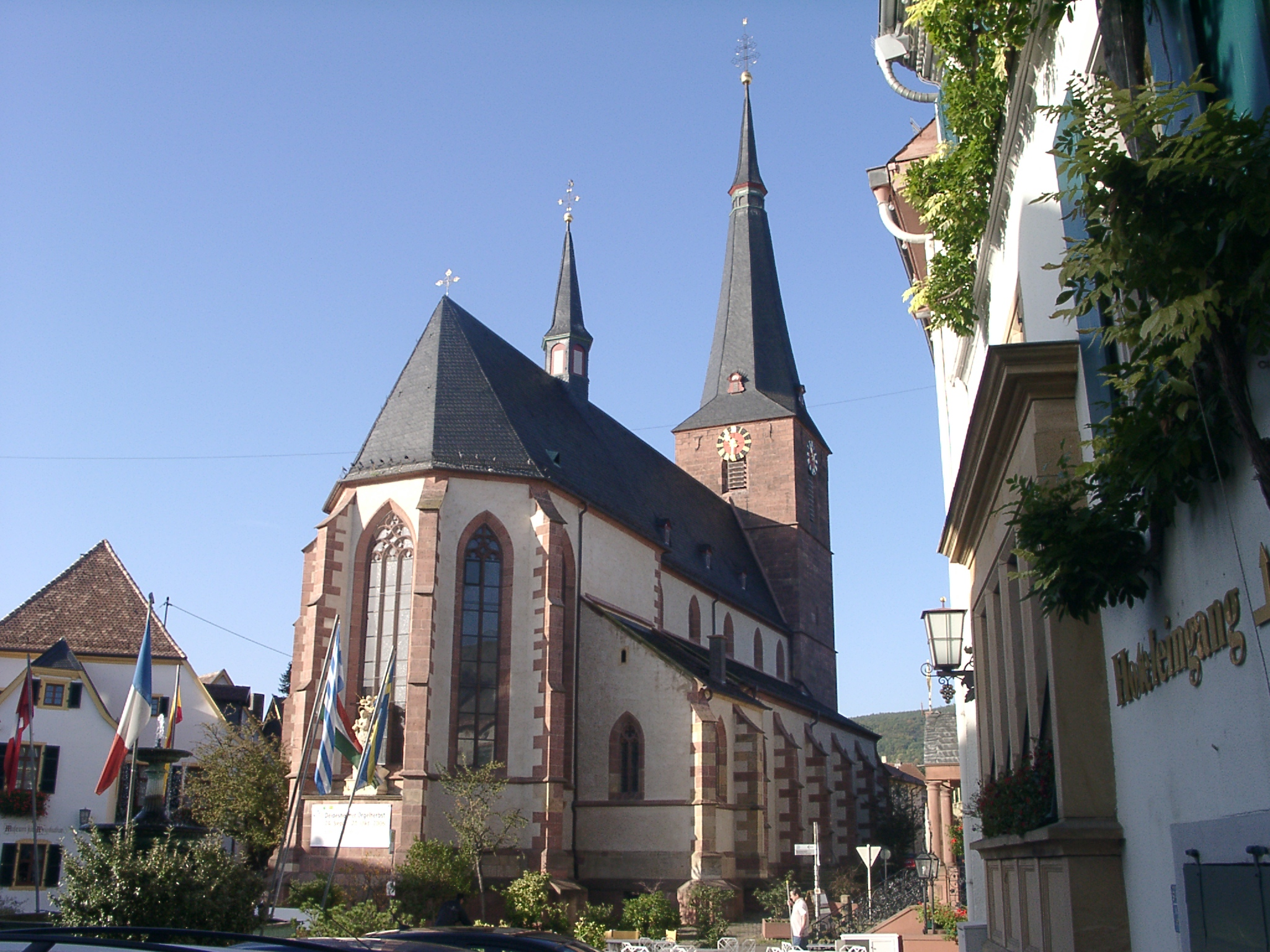
Ansicht von Nordosten

Die katholische Kirche St. Ulrich in der rheinland-pfälzischen Landstadt Deidesheim ist eine spätgotische dreischiffige Säulenbasilika, die zwischen 1444 und 1473 erbaut und dem heiligen Ulrich von Augsburg geweiht wurde. Sie ist in der Denkmalliste des Landes Rheinland-Pfalz als Einzeldenkmal geführt und die Denkmaltopographie Bundesrepublik Deutschland zählt sie zu den bedeutendsten spätgotischen Bauwerken der Pfalz.

## Lage und Umgebung

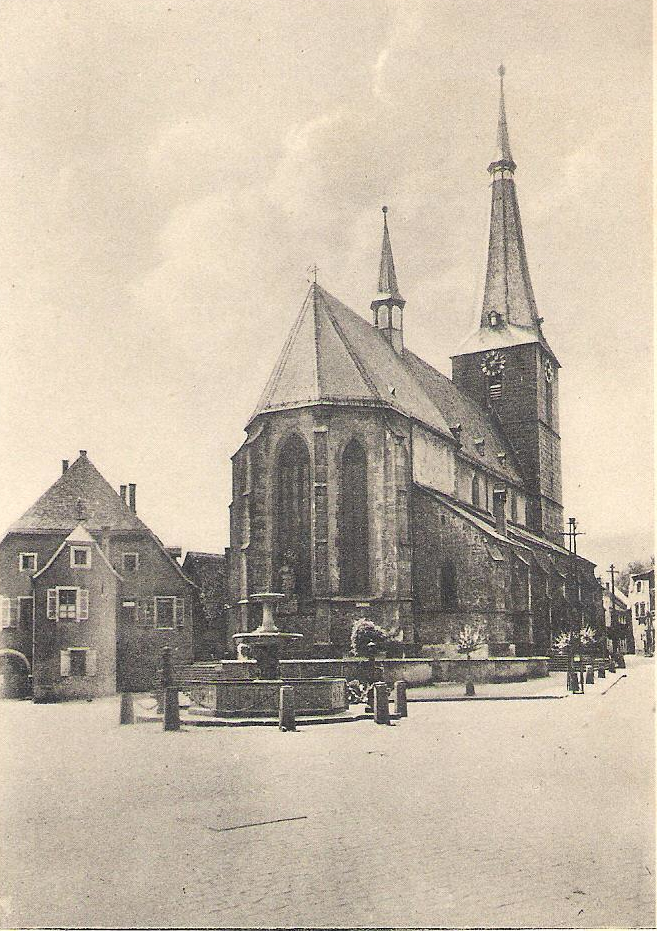
Die Ulrichskirche um 1900. Links ist das historische Rathaus, im Vordergrund der Marktplatz mit dem Andreasbrunnen.

Die Ulrichskirche hat die Adresse Kirchgasse 1 und liegt im historischen Stadtkern Deidesheims am Marktplatz, direkt an der Deutschen Weinstraße. Benachbarte Gebäude sind unter anderem das historische Rathaus, die Grundschule und das Hotel Deidesheimer Hof. Die Denkmaltopographie Bundesrepublik Deutschland stellt die „städtebaulich wirkungsvolle Platzierung“ der Ulrichskirche als Besonderheit heraus.
Um die Kirche herum war vom 15. bis zum 18. Jahrhundert der Friedhof der Stadt; von diesem sind noch einige Grabsteine am südlichen Seitenschiff erhalten, sowie das Friedhofskreuz und das Beinhaus, das als das einzige erhaltene Beinhaus der Pfalz gilt.

## Baugeschichte

### Vorgängerbau
Anfang des 14. Jahrhunderts, als Deidesheim noch eine Filiale der Pfarrei des Nachbarortes Niederkirchen war, wurde an der Stelle der heutigen Ulrichskirche eine Marienkapelle errichtet, die 1362 erstmals erwähnt wurde. Bei den Bauarbeiten für die neue Sakristei der Ulrichskirche wurden 1984 Fundamente der Marienkapelle gefunden; sie gaben aber keinen Aufschluss über den Grundriss des Gebäudes, so dass über seine bauliche Gestalt wenig bekannt ist. Vermutlich stammen die im Bau der Ulrichskirche vermauerten Werksteine, die das Profil ehemaliger Gewölberippen erkennen lassen, von der früheren Marienkapelle. Es kann deshalb davon ausgegangen werden, dass die Marienkapelle zumindest zu Teilen gewölbt und trotz der Bezeichnung Kapelle ein Bau von gewissem Anspruch war. Als die Kapelle den Ansprüchen der wachsenden Gemeinde nicht mehr gerecht werden konnte, entschloss man sich Mitte des 15. Jahrhunderts zu einem Neubau.

### Ulrichskirche
Eine präzise Angabe über Baubeginn und Bauzeit zu machen, ist schwierig, da nur zwei Baunachrichten vorliegen: 1473 stritt sich ein gewisser Jorge Leydendecker aus Mainz mit dem Baumeister und den Kirchengeschworenen von Deidesheim wegen der Baukosten, die beim Decken des Kirchendachs entstanden waren, und 1480 erlaubte der Speyerer Generalvikar Jacob Pfauwe von Riebper den Deidesheimern, in der ganzen Diözese Speyer für die noch fehlende Ausstattung der Kirche zu sammeln.
Es lassen sich aus Bauinschriften noch einige Hinweise gewinnen. Am südlichen Seiteneingang findet sich die Jahreszahl 1444, am östlichen Seitenpfeiler des südlichen Seitenschiffes die Jahreszahl 1462, und am zweiten Chorstrebepfeiler der Südseite 1473. Am südlichen Bogen des Kirchturms ist das Wappen von Johannes II. Nix von Hoheneck, Bischof von Speyer, mit der Datierung 1464. Diese Daten lassen auf eine Hauptbauzeit von 13 Jahren, zwischen 1460 und 1473, schließen.
Als Stifter der Kirche wird Ritter Georg von Bach genannt, damaliger Inhaber des bischöflichen Burglehens zu Deidesheim. Sein Familienwappen ziert auch den vorderen Gewölbeschlussstein des Hauptschiffes, seine Grabplatte wurde 1963 wieder aufgefunden und befindet sich nun an der südlichen Außenwand.

## Architektur

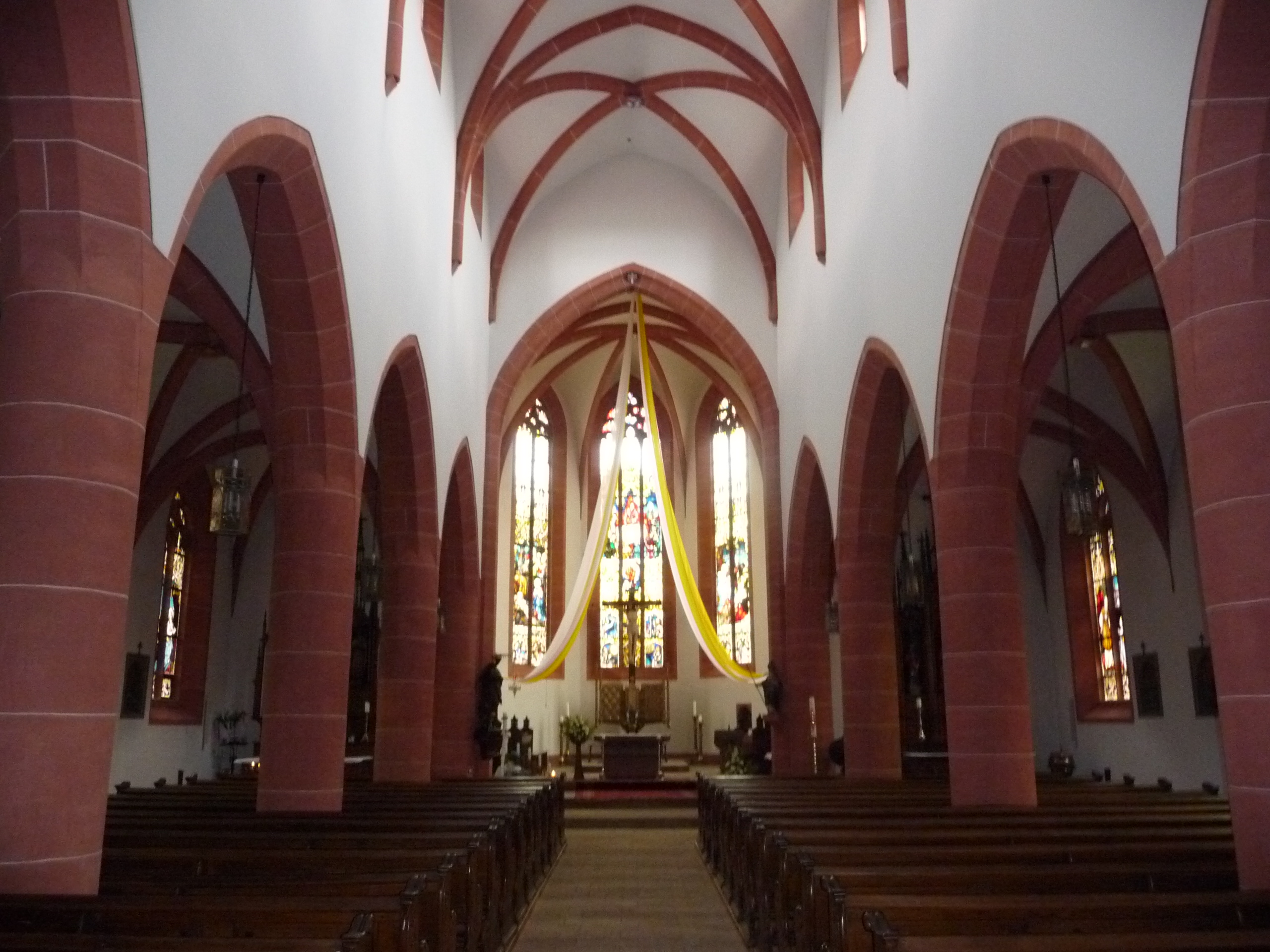
Blick ins Innere der Kirche

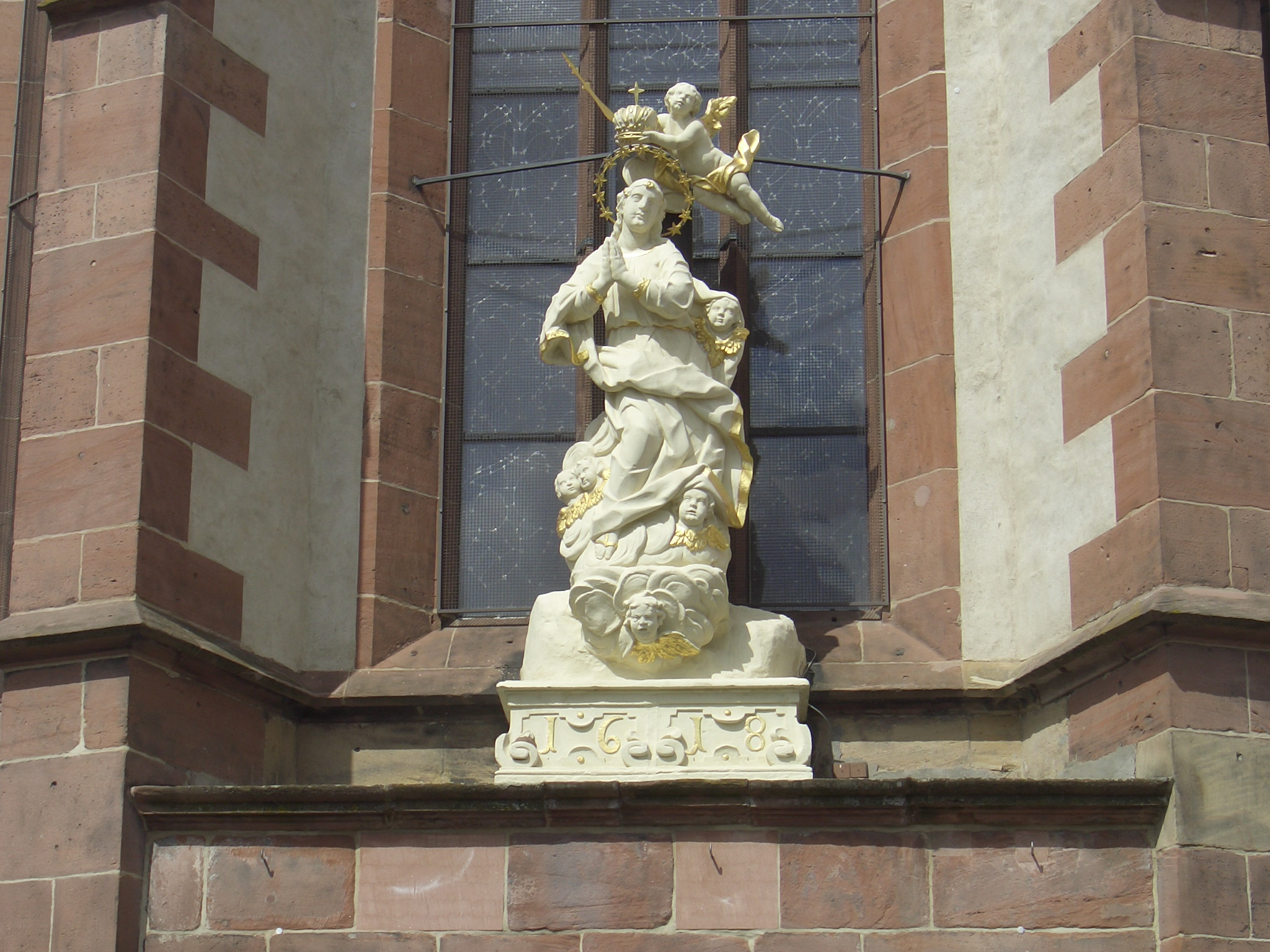
Muttergottes-Figur an der Ostseite des Chors

Die Ulrichskirche ist eine kreuzgewölbte Säulenbasilika, deren Chor, stark eingezogen, das Mittelschiff in der Breite leicht übersteigt. Der Kirchturm schließt sich in der Mittelachse des Hauptschiffes im Westen an das Langhaus an; die Sakristei liegt an der Nordseite der Kirche. An der Ostseite des südlichen Seitenschiffs ist eine nachträglich angebaute, offene kleine Ölbergkapelle.
Das Langhaus der Kirche besteht aus drei Schiffen zu je fünf Jochen. Die Gurt- und Diagonalbogen des Gewölbes entspringen kräftigen runden Diensten. Die schildförmigen Gewölbeschlusssteine zeigen verschiedene reliefierte Familienwappen. Die spitzbogigen Arkaden des Mittelschiffes haben kräftige Säulen, die auf achtseitigen Sockeln stehen.
Der Chor der Ulrichskirche liegt ein wenig höher als das Schiff; die Mittelachse des Chores ist im Vergleich zu der Mittelachse des Langhauses ein wenig nach Süden gerückt, liegt aber in derselben Richtung wie diese. Der Chor besteht aus zwei kreuzgewölbten Jochen und einem Schluss mit Kappengewölbe. Der östliche Schlussstein ist mit einem Lamm Gottes bemalt und rund. Die beiden westlichen Schlusssteine sind dagegen schildförmig; sie sind mit dem Wappen des Hochstiftes Speyer und dem Wappen des Speyerer Bischofs Matthias von Rammung verziert. Der spitze Chorbogen ist aus hellem Sandstein und springt ein wenig ein. Dem Bogenscheitel ist ein Schild mit dem Wappen des Hochstifts Speyer vorgesetzt. Das Fenster im Chorhaupt ist dreiteilig, alle übrigen sind zweigeteilt; ihr Maßwerk ist auf Fischblasen und Dreipässe beschränkt.
Der Kirchturm im Westen ist 62,70 m hoch. Seine achteckige, mit Schiefer bedeckte Turmhelmspitze ist etwa 25 cm nach Westen geneigt, so dass der Turm mit bloßem Auge als schief wahrgenommen werden kann. Der Turm ist ein Rotsandsteinquaderbau; er hat einen quadratischen Grundriss und besitzt vier Geschosse. Das Erdgeschoss des Turmes ist eine Portalvorhalle, die drei spitzbogige Öffnungen besitzt; die westlich gelegene ist der Eingang zur Kirche und über der südlich gelegenen befindet sich ein Reliefwappen des Speyerer Bischofs Johannes II. Nix von Hoheneck. Die Portalvorhalle selbst wird von einem einfachen Kreuzrippengewölbe überspannt.
Am Chorhaupt, auf einem mit der Jahreszahl 1618 bezeichneten Renaissance-Sockel, steht eine Sandsteinfigur der in den Himmel auffahrenden Muttergottes. Sie stand früher am „Wormser Tor“ der Stadtbefestigung, das um 1820 abgerissen wurde.

## Epitaphe an der Außenwand
An der äußeren Südmauer ist der Grabstein des Jesuiten, Mexiko-Missionars und Universitätsprofessors Ignaz Windisch (1736–1783) erhalten. Nach Aufhebung seines Ordens wirkte er als Pfarrer von Deidesheim. An der äußeren Westwand befinden sich die künstlerisch wertvollen Epitaphien des bischöflich Speyerer Amtmannes Wilhelm von Löwenstein († 1579) und der Adeligen Wolf Leyser von Lambsheim (1547–1587), sowie Johann Ernst Leyser von Lambsheim (1657–1746).

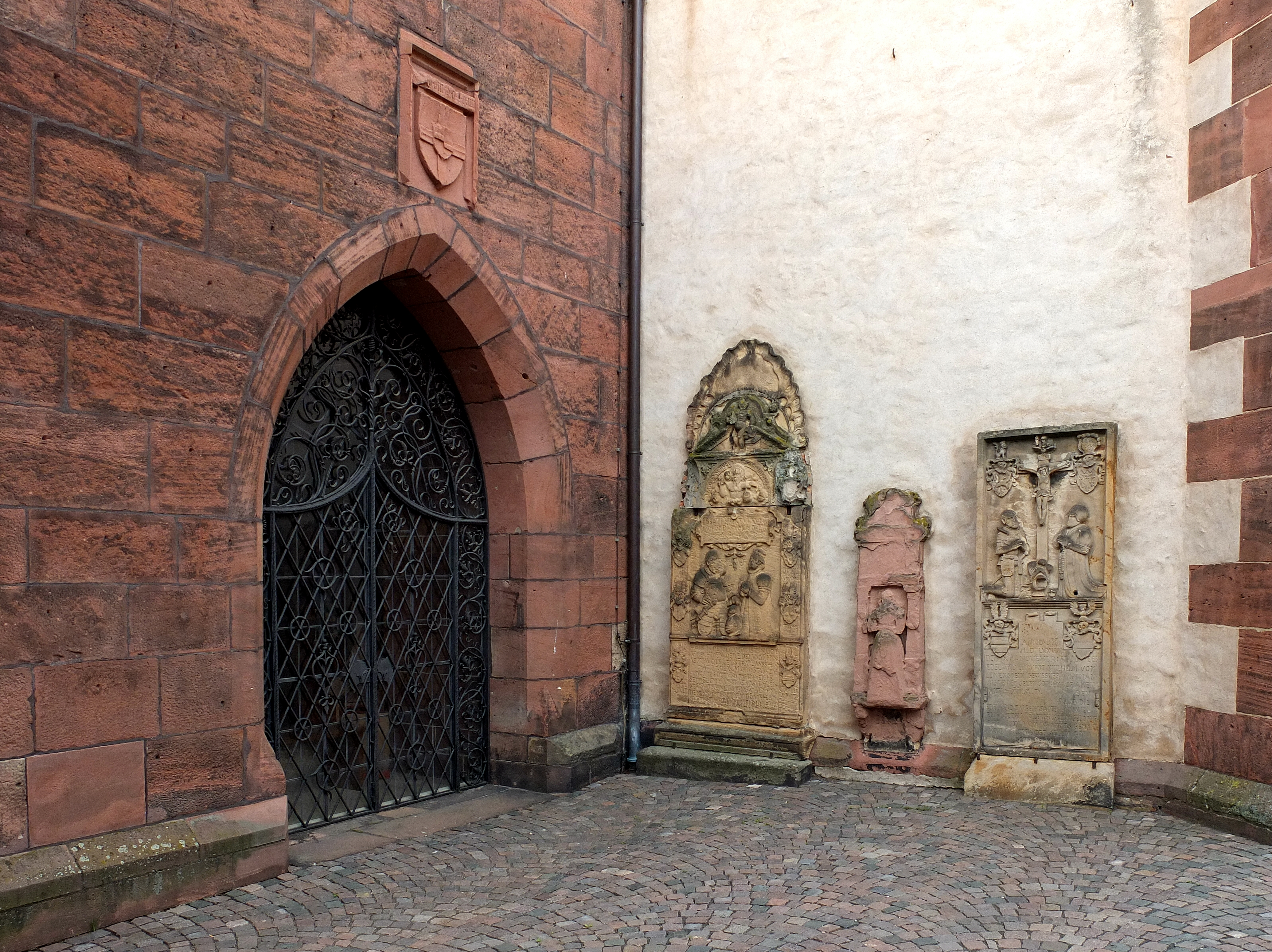
Drei Epitaphe am Seitenportal der Kirche
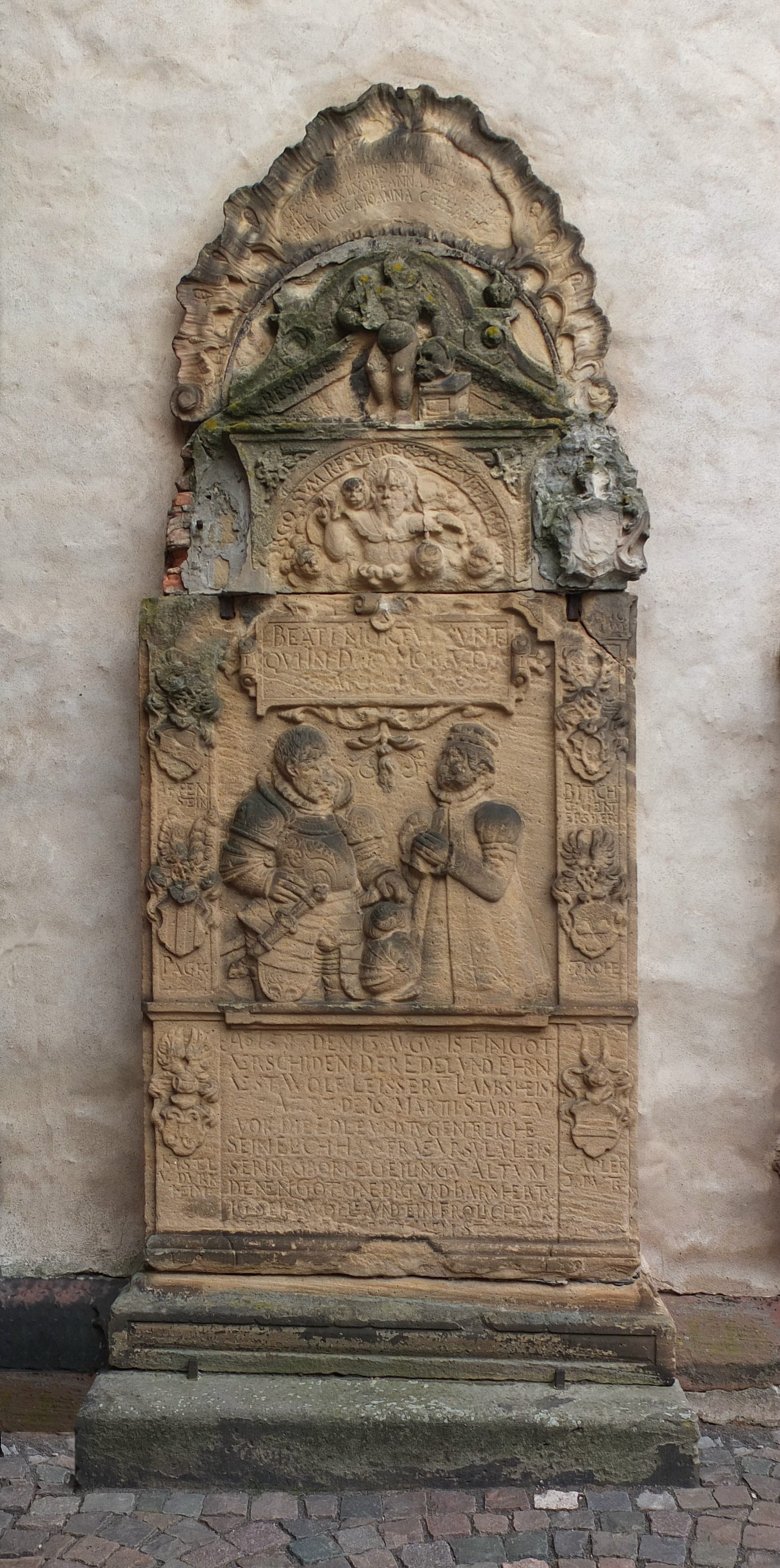
Epitaph für Wolf Leyser von Lambsheim († 1587)
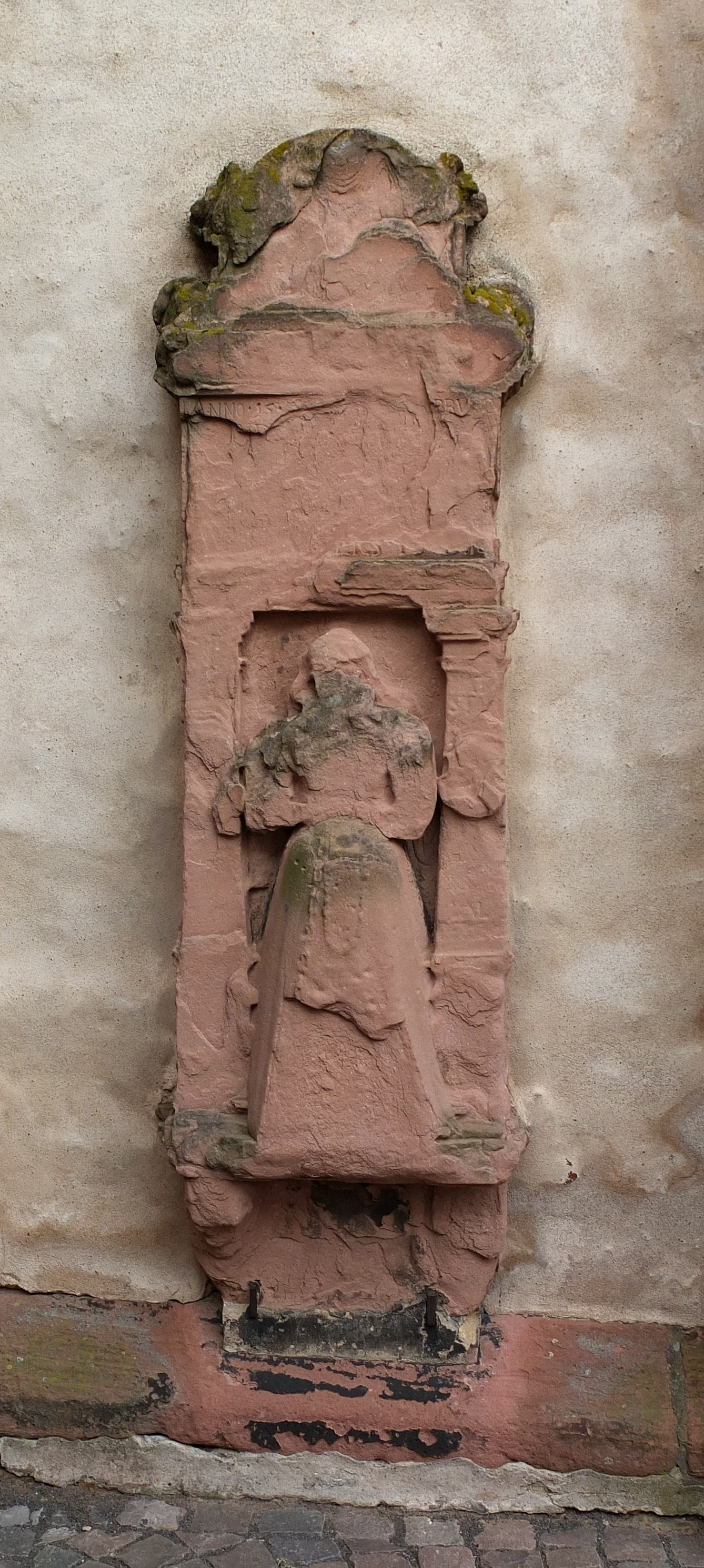
Unbestimmtes Epitaph
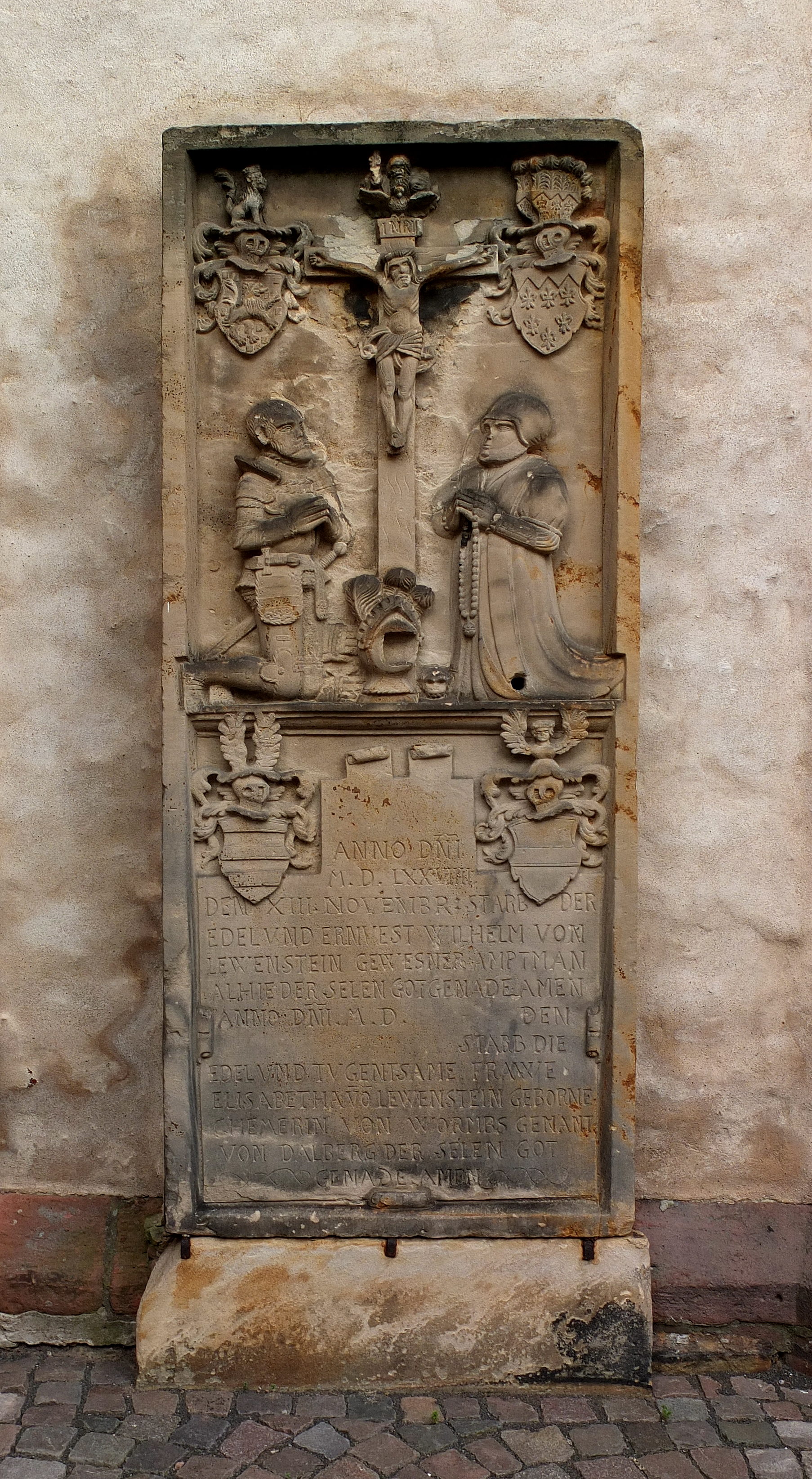
Epitaph für Wilhelm von Löwenstein († 1579)
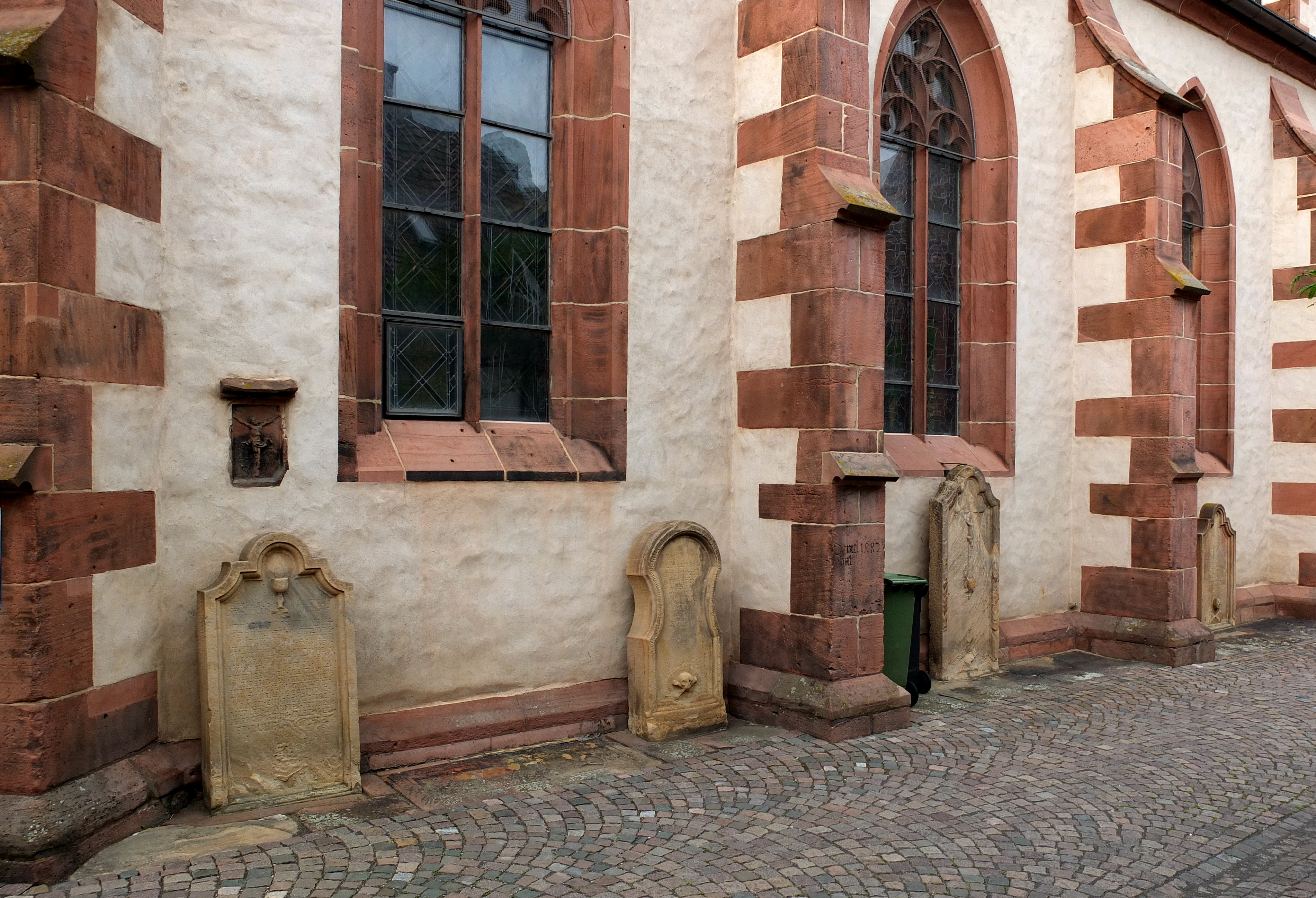
Vier Epitaphe an der Südwand der Kirche
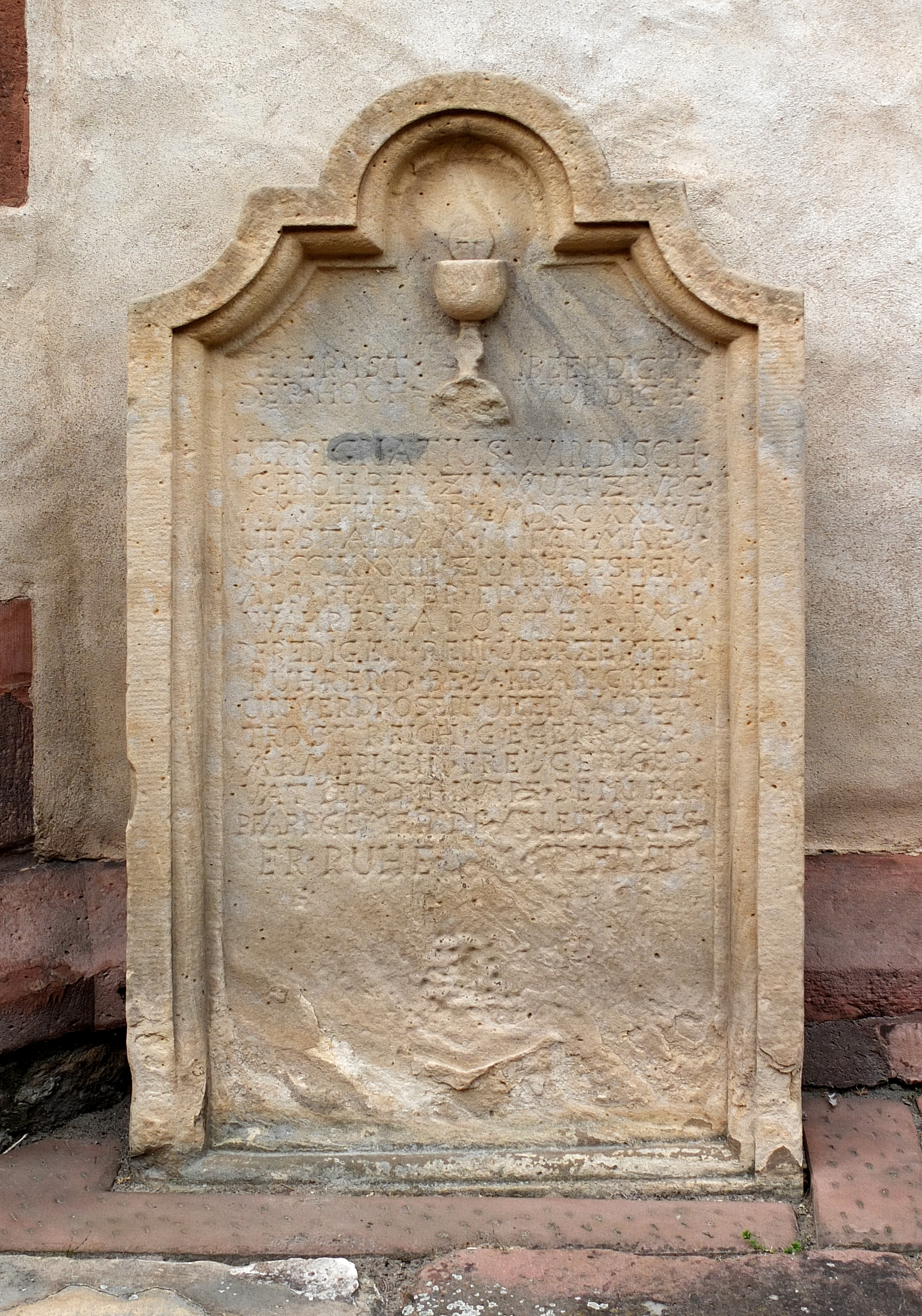
Epitaph für Pater Windisch (1736–1783)
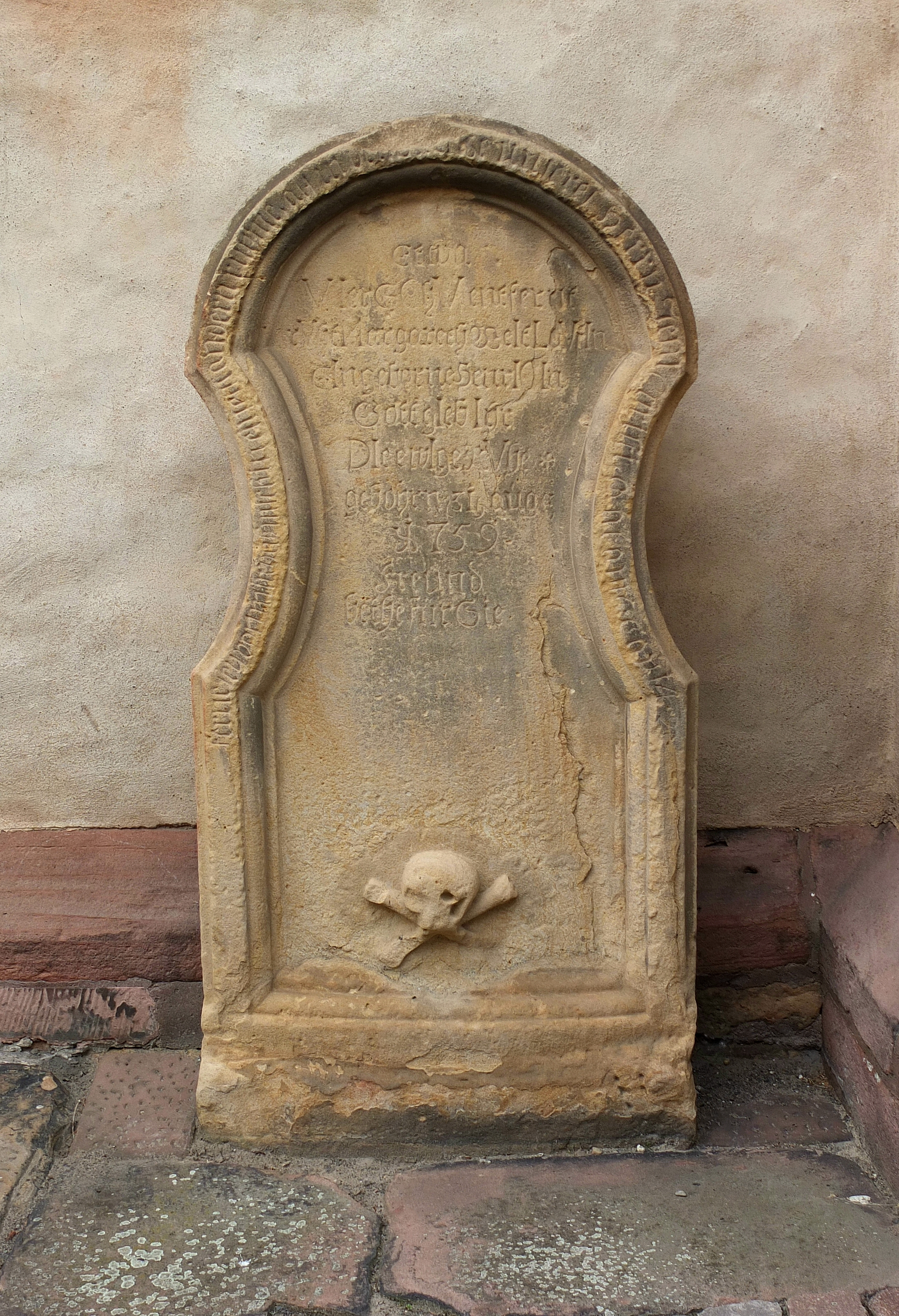
Epitaph, datiert 1759
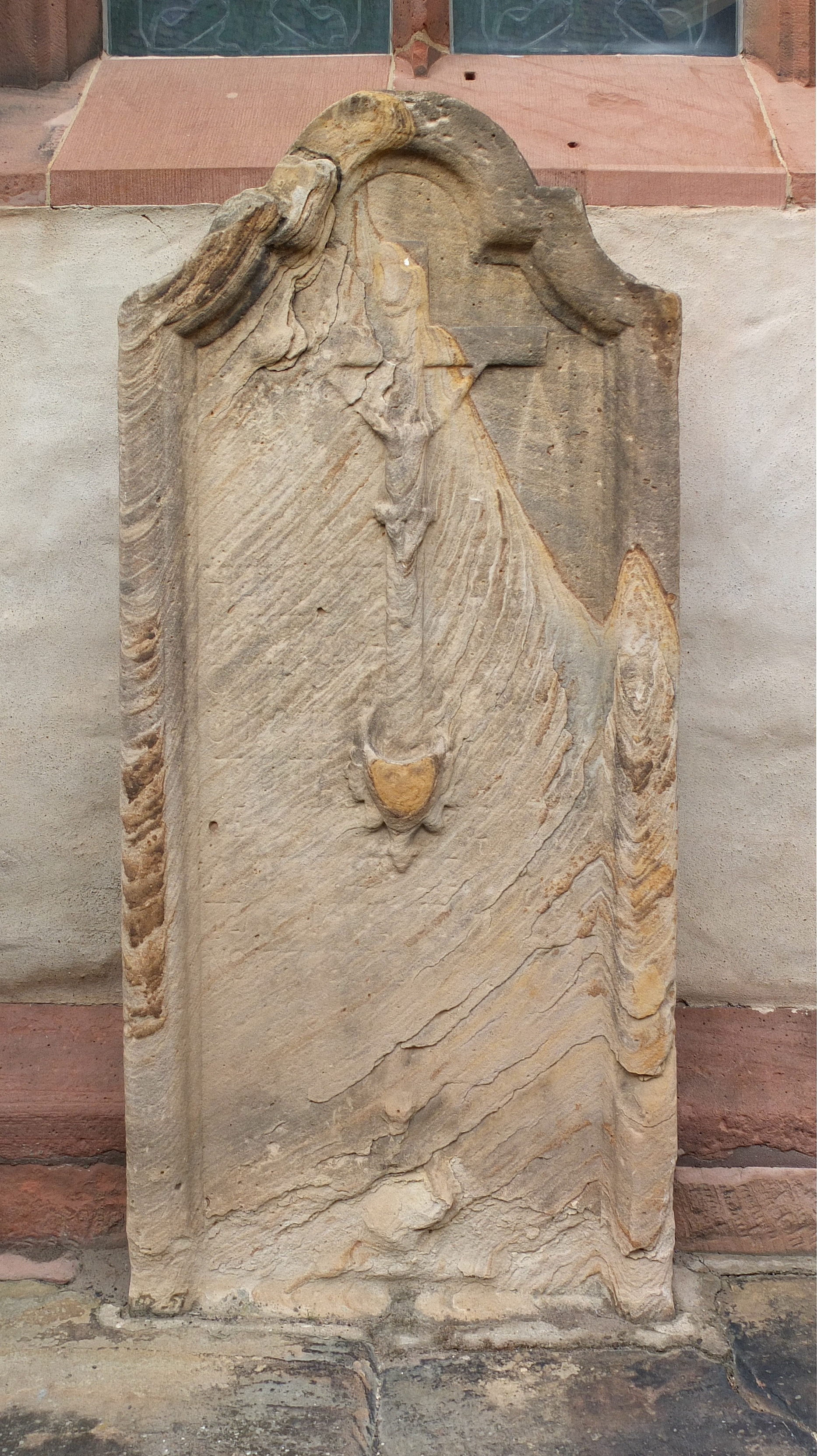
Unbestimmtes Epitaph
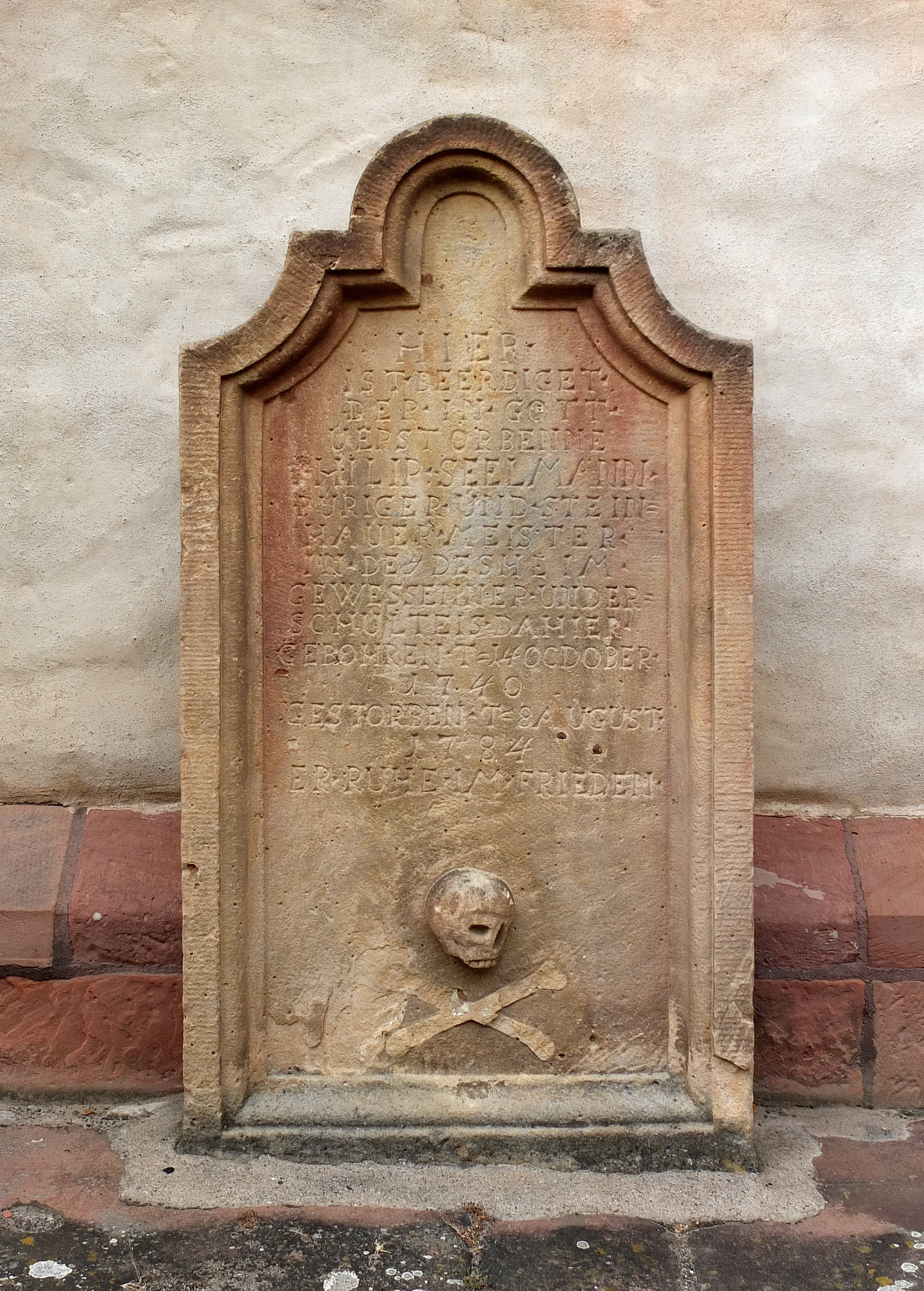
Epitaph für Philip Seelmann (1740–1784)

## Orgel

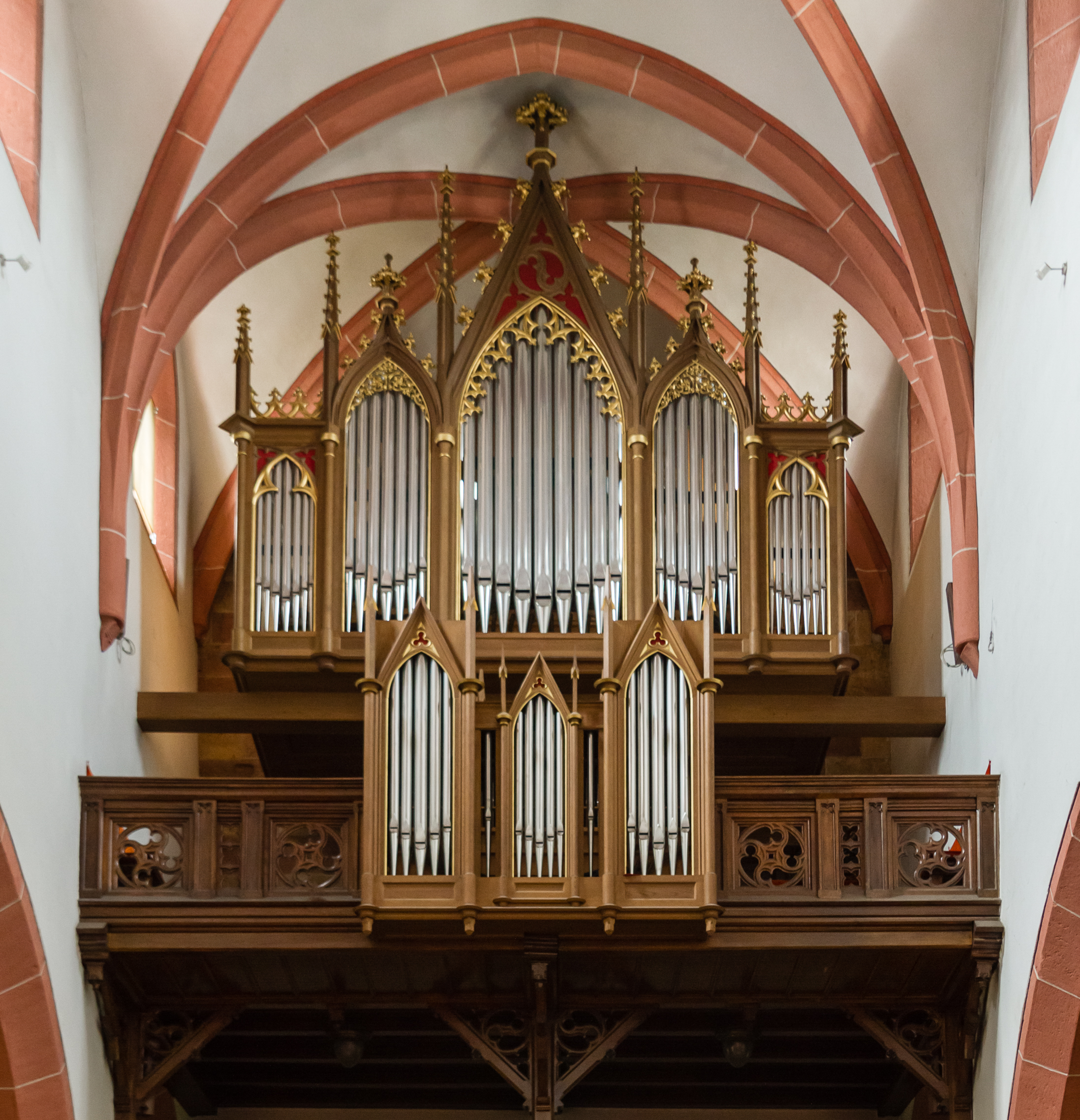
Orgelprospekt der Ulrichskirche

Die Orgel von St. Ulrich wurde 1995 von der Orgelbauwerkstätte Gerhard Kuhn (Esthal) als Opus 23 erbaut. Das Instrument verfügt über 25 Register auf zwei Manualen und Pedal. Die Windladen sind als Schleifladen gebaut mit mechanischer Spieltraktur und elektrischer Registertraktur. Es befindet sich in einem neugotischen Orgelgehäuse.
| I Rückpositiv C–g3 |            |       |
| 1.                 | Gedackt    | 8′    |
| 2.                 | Salizional | 8′    |
| 3.                 | Prinzipal  | 4′    |
| 4.                 | Flöte      | 4′    |
| 5.                 | Spitzflöte | 2′    |
| 6.                 | Larigot    | 1 ⁄3′ |
| 7.                 | Scharf IV  | 1′    |
| 8.                 | Cromorne   | 8′    |
|                    | Tremulant  |       |

| II Hauptwerk C–g3 |           |        |
| 9.                | Bourdon   | 16′    |
| 10.               | Prinzipal | 8′     |
| 11.               | Holzflöte | 8′     |
| 12.               | Gamba     | 8′     |
| 13.               | Oktave    | 4′     |
| 14.               | Rohrflöte | 4′     |
| 15.               | Quinte    | 2 ⁄3′  |
| 16.               | Oktave    | 2′     |
| 17.               | Terz      | 1 3⁄5′ |
| 18.               | Mixtur IV | 1 2⁄3′ |
| 19.               | Trompete  | 8′     |
|                   | Tremulant |        |

| Pedal C–f1 |             |     |
| 20.        | Subbaß      | 16′ |
| 21.        | Octavbaß    | 8′  |
| 22.        | Violoncello | 8′  |
| 23.        | Choralbaß   | 4′  |
| 24.        | Posaune     | 16′ |
| 25.        | Trompete    | 8′  |

- Koppeln: I/II, I/P, II/P
- Spielhilfen: Setzeranlage, Zungeneinzelabsteller

## Glocken
Seit 1996 besteht das Geläut der Ulrichskirche aus sechs Glocken. Diesem Geläut liegt eine cis-Moll-Tonskala zu Grunde. Außer der Ulrichsglocke, die 1996 von der Karlsruher Glockengießerei ergänzt wurde, wurden die fünf übrigen Glocken von Hermann Hamm im Jahr 1952 in Frankenthal gegossen.
Das Vollgeläut erklingt nur an Hochfesten, zu besonderen Anlässen und zum Einläuten des Sonntags, jeden Sonnabend ab 18:15 Uhr für eine Viertelstunde.
| Nr. | Name         | Schlagton | Gussjahr | Gießer, Gussort                       | Gewicht (kg, ca.) |
| 1   | St. Urban    | cis1      | 1952     | Hermann Hamm, Frankenthal             | 1.700             |
| 2   | St. Ulrich   | dis1      | 1996     | Karlsruher Glocken- und Kunstgießerei | 1.260             |
| 3   | Christkönig  | e1        | 1952     | Hermann Hamm, Frankenthal             | 1.000             |
| 4   | St. Michael  | fis1      | 1952     | Hermann Hamm, Frankenthal             | 700               |
| 5   | St. Johannes | gis1      | 1952     | Hermann Hamm, Frankenthal             | 525               |
| 6   | St. Maria    | h1        | 1952     | Hermann Hamm, Frankenthal             | 300               |